# Lukas B. Suter
Lukas B. Suter (* 4. November 1957 in Zürich) ist ein Schweizer Dramatiker, Hörspielautor, Theaterregisseur und Drehbuchautor.

## Leben
Suter studierte einige Semester Kunstgeschichte in Zürich, anschliessend war er Regieassistent in Basel und Zürich. Von 1980 bis 1983 hielt er sich in Köln und Bochum auf, dann ging er nach Berlin.
1984 gelang ihm mit seinem Debütstück Schrebers Garten auf Anhieb der Durchbruch. Peter Schweiger inszenierte die Uraufführung am Theater am Neumarkt Zürich, woraufhin Suter der Mülheimer Dramatikerpreis verliehen wurde. Ebenfalls 1984 erfolgte die Uraufführung von Spelterini hebt ab am Schillertheater Berlin, Regie Klaus Engeroff, ein Stück über den Ballonfahrer Eduard Spelterini, das auch als Hörspiel erschien. 1985 inszenierte Suter selbst die Schweizer Erstaufführung am Theater am Neumarkt.
Es folgten die Stücke Erinnerungen an S. (Uraufführung 1988, Theater Der Kreis Wien, Regie: Suter), Kreuz und Quer (1988, Uraufführung 1992), Insel mit Schiffbrüchigen (Uraufführung 1990, Renaissance-Theater Berlin, Regie: Suter), Die Signatur (Uraufführung 1993, Landestheater Tübingen, Regie: Suter gemeinsam mit Sandra Markus), Sushi (1994) und Althusser oder auch nicht (1994). Letzteres 1994 am Landestheater Tübingen unter der Regie von Manfred Weber uraufgeführte Werk beruht auf den autobiographischen Schriften Louis Althussers, der im Zustand des Bewusstseinsverlustes 1980 seine Frau erdrosselte.
Ebenfalls 1994 inszenierte er mit Sandra Markus Richard III. am Landestheater Tübingen. 1995 erschien sein Werk Auf Tauchstation (Uraufführung am 30. Mai 2000 am Stadttheater Mülheim an der Ruhr als Sonderproduktion der 25. Mülheimer Theatertage, Regie: Thirza Bruncken).
Suter beteiligte sich an den Drehbüchern zu dem im Jahr 2000 erschienenen Schweizer Film Usfahrt – Joy Ride und zu dem 2006 entstandenen Film Vitus.